# Paraiulus stylifer
Paraiulus stylifer är en mångfotingart som beskrevs av Pocock 1903. Paraiulus stylifer ingår i släktet Paraiulus och familjen Parajulidae. Inga underarter finns listade i Catalogue of Life.